# The Matador
The Matador est un film américain réalisé par Richard Shepard, sorti en 2005.

## Synopsis
Julian Noble est un tueur à gages usé et alcoolique. Isolé à Mexico le soir de son anniversaire, il aborde Danny Wright, un homme d'affaires, et décide d'en faire son ami. Mais pour Danny Wright se pose rapidement la question : comment se débarrasser de Julian ?…

## Fiche technique
- Titre original : The Matador
- Réalisateur : Richard Shepard
- Pays d'origine :  États-Unis
- Année de production : 2004
- Distribué par : SND
- Genre : Comédie
- Durée : 01h40min
- Dates de sortie :
  -  États-Unis : 16 novembre 2005

## Distribution

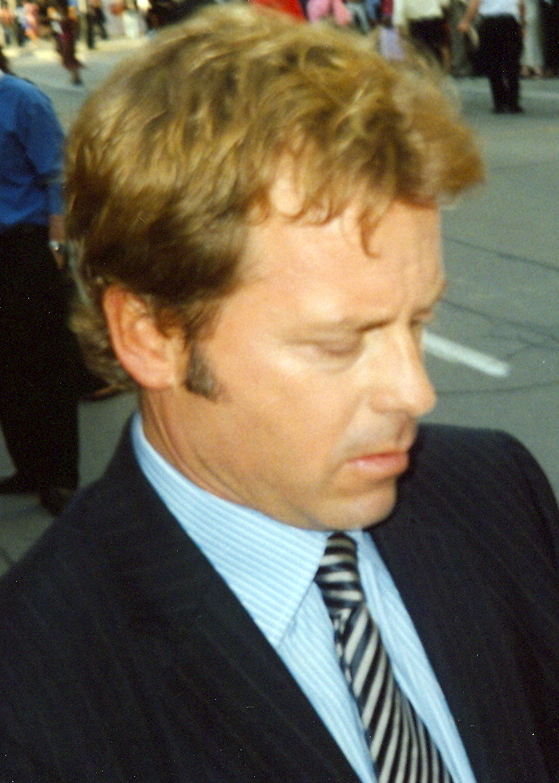
L'acteur Greg Kinnear à la première du film, au TIFF 2005.

- Pierce Brosnan (VF : Emmanuel Jacomy) : Julian Noble
- Greg Kinnear (VF : Arnaud Bedouët) : Danny Wright
- Hope Davis : Bean Wright
- Philip Baker Hall : M. Randy
- Dylan Baker : Lovell